# 에이온 공성전
에이온 공성전(Siege of Eion)는 기원전 475년 델로스 동맹과 페르시아 제국 아케메네스 왕조 사이에서 싸운 공성전이다. 투키디데스에 의하면, 델로스 동맹이 스트리몬강 어귀에 있는 에이온 원정을 했다고 기록하고 있는데, 정확한 연대를 제시하지 않아서 원정 시기는 불명확하다. 이원정은 가을부터 시작하여 다음 해 여름에 끝난 것으로 추정되며, 역사학자들은 기원전 477년부터 476년까지 또는 476년부터 475년까지로 추정하고 있다.

## 개요
에이온은 그리스-페르시아 전쟁의 여파로 기원전 476년에 페르시아에 점령되었지만, 이듬해인 기원전 475년에 아테네의 장군 키몬이 이끄는 델로스 동맹 세력에 의해 포위되었다. 이때 에이온을 지킨 태수 보게스는 강화하고 살아남을 수 있었음에도 불구하고, 끝까지 결사항전 했다. 그리고 성안의 식량이 떨어지자, 그는 장작더미를 쌓고 처자와 하인을 죽여 불에 던지고, 보물을 적에게 빼앗기지 않도록 스트리몬강에 던져버린 뒤 자신도 불 속에 뛰어들었다. 페르시아 왕 크세르크세스 1세는 그의 죽음을 애도하며 본국에 남은 그의 아이들을 후하게 대우하였다고 한다. 그 후, 에이온은 성이 함락되고, 주민들은 노예가 되었다. 파우사니아스에 따르면 에이온은 수공으로 함락되었다고 전한다.

## 참고 문헌
- 헤로도투스, 《역사》
- 투키디데스, 《펠로폰네소스 전쟁사》
- 플루타르코스, 《플루타르코스 영웅전》
- 디오도로스 시켈로스, 《비블리오테카 히스토리카》

- Fine, John Van Antwerp (1983). The ancient Greeks: a critical history. 하버드 대학교 출판부. ISBN 0-674-03314-0.
- 도널드 케이건 (1989). The Outbreak of the Peloponnesian War. 코넬 대학교 출판부. ISBN 0-8014-9556-3.